# Huis van de Vrijheden

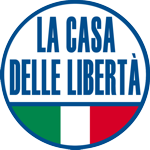
Logo

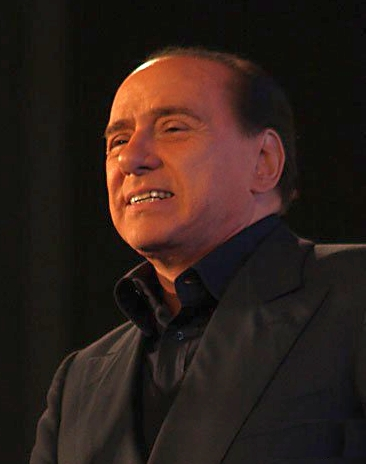
Silvio Berlusconi

Het Huis van de Vrijheden (Italiaans: Casa delle Libertà, afk. CdL) was de benaming van de gezamenlijke lijst van centrumrechtse partijen die in Italië bij de verkiezingen van 1994 en 2001 de grootste werd. Aan het hoofd van het Huis van de Vrijheden stond Silvio Berlusconi, die van 1994 tot 1995 en van 2001 tot 2006 premier was.
Bij lokale verkiezingen in 2003 en 2005 leed het Huis van de Vrijheden ernstige nederlagen ten gunste van de centrumlinkse Olijfboomcoalitie.
In april 2005 viel de regering-Berlusconi, maar president Carlo Azeglio Ciampi gaf hem toch nog opdracht om een nieuwe regering te proberen te formeren. Op 23 april presenteerde hij zijn nieuwe kabinet. Hierin hadden leden van zes in het Huis van de Vrijheden verenigde partijen zitting: FI, AN, LN, UDC, NPSI en PRI. Op 9 en 10 april 2006 leed Berlusconi een nipte nederlaag tegen voornoemde centrumlinkse coalitie, en bood zijn ontslag aan.
In december 2007 maakte hij bekend een nieuwe partij te zullen oprichten, genaamd Het Volk van de Vrijheid. Hiermee wilde hij de rechtse partijen in Italië samenbrengen. Na de onverwachte val van het Kabinet-Prodi II amper een maand later, in januari 2008, werd de partij opgericht, bestaande uit Forza Italia en Alleanza Nazionale. Ze samen met de Lega Nord mee met de parlementsverkiezingen in april 2008. De christelijke partijen weigerden echter mee te werken met Berlusconi, en gingen verder als de partij Unie van het Centrum.

## Partijen die lid waren van het Huis van de Vrijheden anno 2001
- Forza Italia (Voorwaarts, Italië)
- Alleanza Nazionale (Nationale Alliantie)
- Lega Nord (Noordelijke Liga)
- Unie van Christen- en Centrum-Democraten
- Socialistische Partij van Italië
- Mezzogiorno europeo (Midden-Europa)
- Republikeinse Partij van Italië

## Partijen die lid waren van het Huis van de Vrijheden anno 2006
| Partijen in La Casa delle Libertà |
| Forza Italia (Voorwaarts, Italië) |
| Alleanza Nazionale (Nationale Alliantie) |
| Unione dei Democratici Cristiani e Democratici di Centro (Unie van Christen- en Centrum-Democraten)                                                     |
| Lega Nord (Noordelijke Liga) |
| Partito Socialista-Nuovo PSI (Socialistische Partij-Nieuwe PSI)                                                                                         |
| Democrazia Cristiana per le Autonomie (Christendemocraten voor de Autonomie)                                                                            |
| Partito Repubblicano Italiano (Republikeinse Partij van Italië)                                                                                         |
| Partijen die La Casa delle Libertà steunen |
| Alternativa Sociale (Sociaal Alternatief) Azione Sociale (Sociale Actie) Forza Nuova (Nieuwe Kracht) Fronte Sociale Nazionale (Sociaal Nationaal Front) |
| Movimento Sociale Fiamma Tricolore (Sociale Beweging Driekleurige Vlam)                                                                                 |
| Partito Liberale Italiano (Liberale Partij van Italië)                                                                                                  |
| Riformatori Liberali (Liberale Hervormers) |
| Movimento per l'Autonomia (Beweging voor de Autonomie)                                                                                                  |
| Verdi Verdi (Groen Groen) |
| No Euro (Nee Euro) |
| Italia di Nuovo (Nieuw Italië) |
| Nuovo Partito d'Azione (Nieuwe Actiepartij) |
| Regionale partijen in La Casa delle Libertà |
| Nuova Sicilia (Nieuw Sicilië) |
| Patto per la Sicilia (Pact voor Sicilië) |

## Geen toetreding neofascistische partijen
Aanvankelijk leek het dat er ook neofascistische partijen tot het Huis van de Vrijheden zouden toetreden (zoals Alessandra Mussolini's Alternativa Sociale), maar dit stuitte op hevig verzet van UDC-secretaris Lorenzo Cesa en anderen.
Plannen van neofascisten om als kandidaat voor Forza Italia met de aankomende parlementsverkiezingen mee te doen werden door Berlusconi gedwarsboomd.
Alessandra Mussolini verklaarde dat haar Alternativa Sociale (AS) niet zou toetreden tot het Huis van de Vrijheden, maar eveneens dat ze AS wel het Huis van de Vrijheden zou steunen.